# 泰尔科
泰尔科（德語：Thelkow）是德国梅克伦堡-前波美拉尼亚州的一个市镇。总面积25.77平方公里，总人口441人，其中男性241人，女性200人（2011年12月31日），人口密度17人/平方公里。